# Somaliaseglare
Somaliaseglare (Apus berliozi) är en fågel i familjen seglare som förekommer kring Adenviken.

## Kännetecken

### Utseende
Somaliaseglaren är en 17 centimeter lång typisk Apus-seglare, mycket lik mörka populationer av blek tornseglare, men även tornseglare. Fjäderdräkten är brunsvart med arttypisk spetsig vit haka och strupe (rundad hos blek tornseglare) samt ljus panna. På nära håll syns ibland en grönaktig glans på yttre handpennorna, armpennorna och mellersta täckarna samt smala bleka spetsar på ovansidans, bukens och undre stjärttäckarnas fjädrar. I handen skiljer den sig från tornseglare genom att den tionde handpennan utifrån är längst (nionde hos tornseglare). Somaliaseglaren har vidare något långsammare flykt än denna. 

### Läte
Det typiskt skriande seglarlätet liknar tornseglarens, men är mörkare och jämfört med blek tornseglare kortare och mindre genomträngande.

## Utbredning och systematik
Arten delas in i två underarter med följande utbredning:
- Apus berliozi berliozi: Sokotra
- Apus berliozi bensoni: häckar på södra Arabiska halvön i södra Jemen och sydvästra Oman samt kustnära Somalia, på vintrarna vid kustnära Kenya

Populationen på södra Arabiska halvön är rätt nyligen upptäckt. Från att tidigare ha behandlats som blek tornseglare eller tornseglare av underarten pekinensis visar studier från 2012 att det rör sig om somaliaseglare.
DNA-studier visar att den är del av en grupp seglare som omfattar nyanzaseglare, damaraseglare, afrikansk svartseglare, kapverdeseglare, blek tornseglare och tornseglare.

## Levnadssätt
Somaliaseglaren påträffas i rätt torrt landskap. Där den häckar nära kusten i grottor och på klippor ses den födosöka över bevuxna sanddyner. På Sokotra ses den dock i de flesta miljöer, även i byar. I bergstrakter hittas den i klippiga områden mellan 700 och 1200 meters höjd. Vintertid i Kenya ses den över kustnära skogstrakter.
Arten livnär sig av skalbaggar, myror, gräshoppor, termiter och andra insekter som den fångar i luften, oftast i små flockar med cirka tio individer, även om upp till 200 har noterats. Den häckar mellan mars och september i Somalia, på Sokotra fram till mitten av maj.

## Status och hot
Arten har ett stort utbredningsområde och en stor population med stabil utveckling och tros inte vara utsatt för något substantiellt hot. Utifrån dessa kriterier kategoriserar internationella naturvårdsunionen IUCN arten som livskraftig (LC). Världspopulationen har inte uppskattats men den beskrivs som vanlig i sitt utbredningsområde på Sokotra.